# Копринка Червенкова
Копринка Георгиева Червенкова е българска журналистка и театроведка.

## Биография
Копринка Червенкова е родена на 18 октомври 1947 г. в София. Завършва Френската гимназия в родния си град и Висшия театрален институт (ГИТИС) в Москва. От 1975 г. работи във в. „Култура“. Заради участие в Клуба за подкрепа на гласността и преустройството в края на 1989 г. е уволнена от вестника (а на 24 декември 1989 г. изключена и от БКП). От 1990 г. до юни 2018 г., когато вестник „Култура“ е спрян, тя е негов главен редактор.
Присъства във френското посолство в София на закуска с тогавашния френски президент Франсоа Митеран.